# Bruce Welch

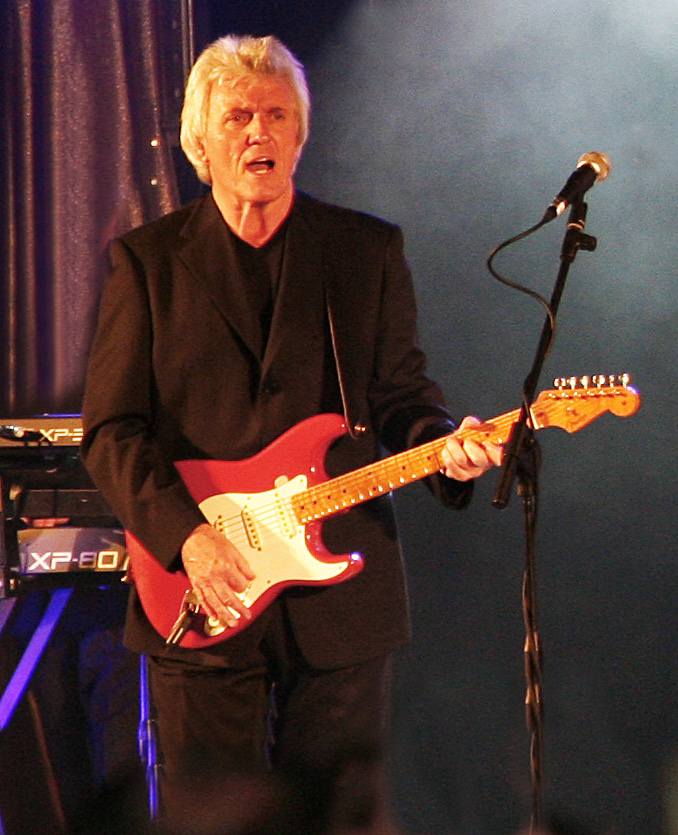
Bruce Welch, 2007

Bruce Welch, OBE (* 2. November 1941 in Bognor Regis, Sussex, Vereinigtes Königreich als Bruce Cripps) ist ein britischer Gitarrist, Songwriter, Produzent und Sänger, der vor allem als Rhythmusgitarrist der Gruppe The Shadows, der Band von Cliff Richard, bekannt wurde.
Bruce Welch führte den Namen seines Vaters bis einschließlich 1958 fort, er erfuhr erst 1959, als er sich die Hochzeitspapiere für seine (erste) Ehe ausstellen ließ, dass seine Eltern nicht verheiratet waren. Er selbst hat diesen Makel (laut eigenen Memoiren) bis heute nicht überwunden. Bezeichnend ist daher auch das erste Wort in seiner eigenen Biografie Rock and Roll, I gave You the best Years of my life. Seinen Vater hat er wissentlich nur zweimal im Leben gesehen, das erste Mal kurz nach Ende des Zweiten Weltkrieges, das letzte Mal mit 17 Jahren für wenige Minuten.
Welch wuchs bei seiner Tante Sadie in Chester le Street im County Durham auf, nachdem seine Mutter 1944 an Tuberkulose verstorben war. Später zog er nach Newcastle upon Tyne. Nachdem er das Gitarrespielen gelernt hatte, gründete er im Alter von 14 Jahren die Skiffle-Band The Railroaders. Sein Schulfreund Brian Rankin (Hank Marvin) trat später der Band bei. Die Railroaders fuhren 1958 nach London, um an einem Talentwettbewerb teilzunehmen. Obwohl sie nur dritte wurden, blieben Hank und Bruce in London und bildeten mit anderen Teilnehmern des Wettbewerbs die Band The Five Chesternuts – u. a. mit Pete Chester (* 1942 als Sohn des Komikers Charlie Chester) am Schlagzeug. Im September 1958 wurden Welch und Marvin Mitglied bei Cliff Richards Begleitband The Drifters, aus denen später The Shadows wurden. Ebenso viel Erfolg wie mit den Shadows hatte Welch als Produzent u. a. für Cliff Richard und als Songwriter für seine ehemalige Verlobte Olivia Newton-John. Bruce brachte auch eine Solo-Single mit dem Titel Please Mr Please heraus, die allerdings nicht erfolgreich war, obwohl das Lied von einigen anderen Künstlern gecovert wurde.
Unter den von Welch komponierten oder mitgeschriebenen Liedern befinden sich z. B. die erfolgreichen Shadows-Songs Foot Tapper, Theme for Young Lovers und The Rise and Fall of Flingel Bunt, Faithful und My Home Town von Marvin, Welch & Farrar oder auch Hits von Cliff Richard wie In the Country, Summer Holiday und I Could Easily Fall (In Love with You).
Welch besitzt ein Haus in Albufeira. Als Paul McCartney 1965 mit seiner Freundin Jane Asher unterwegs dorthin war, entstand der Text zu Yesterday.
Er war insgesamt viermal verheiratet, aus seiner ersten Ehe (bei der Sir Cliff Richard als Trauzeuge fungierte) ging der Sohn Dwayne hervor.
In seinem Besitz befindet sich die legendäre fiestarote Fender Stratocaster No. 36346, die erste Strat in Europa.
Bruce Welch wurde 2004 wegen seiner Verdienste um die Musik zum Officer of the Order of the British Empire ernannt.